# Fibré de Higgs
En mathématiques, un fibré de Higgs est une paire {\displaystyle (E,\varphi )} constitué d'un fibré vectoriel holomorphe E et d'un champ de Higgs {\displaystyle \varphi }, une 1-forme holomorphe à valeurs dans le fibré d'endomorphismes de E tels que {\displaystyle \varphi \wedge \varphi =0}. De telles paires ont été introduites par Nigel Hitchin en 1987 qui a nommé le champ {\displaystyle \varphi } d'après Peter Higgs en raison d'une analogie avec les bosons de Higgs. Le terme de « fibré de Higgs » et la condition {\displaystyle \varphi \wedge \varphi =0} (ce qui est vide de sens dans la configuration originale de Hitchin sur les surfaces de Riemann) a été introduit plus tard par Carlos Simpson.
Un fibré de Higgs peut être vu comme une « version simplifiée » d'une connexion holomorphe plate sur un fibré vectoriel holomorphe, où la dérivée est déclarée nulle. La correspondance nonabélienne de Hodge dit que, sous certaines conditions, la catégorie des connexions holomorphes plates sur une variété algébrique complexe projective lisse ; la catégorie des représentations du groupe fondamental de la variété et la catégorie des fibrés de Higgs sur cette variété sont équivalentes. Par conséquent, on peut déduire des résultats en théorie de jauge en travaillant avec les fibrés de Higgs.

## Histoire
L'article original de Hitchin traite principalement du cas où le fibré vectoriel est de rang 2 (c'est-à-dire que la fibre est un espace vectoriel bidimensionnel). Le fibré vectoriel de rang 2 apparaît comme l'espace de solution des équations de Hitchin pour un fibré principal SU(2).
La théorie sur les surfaces de Riemann a été généralisée par Carlos Simpson au cas où la variété de base est compacte et kählérienne. En se restreignant à la dimension un cas, on retrouve la théorie de Hitchin.

## Stabilité d'un fibré de Higgs
La notion de fibré de Higgs stable est particulièrement importante dans la théorie. On définit d'abord les {\displaystyle \varphi }-les sous-fibrés invariants.
Un sous-fibré de rang 1 noté L est {\displaystyle \varphi }-invariant si {\displaystyle \varphi (L)\subset L\otimes K} avec {\displaystyle K} le fibré canonique de la surface de Riemann M. Un fibré de Higgs {\displaystyle (E,\varphi )} est stable si, pour tout {\displaystyle \varphi }-sous-fibrés invariant {\displaystyle L} de {\displaystyle E},{\displaystyle {\text{deg}}L<{\frac {1}{2}}{\text{deg}}(\wedge ^{2}E),}avec {\displaystyle {\text{deg}}} étant la notion habituelle de degré pour un fibré vectoriel complexe sur une surface de Riemann.